# 卿本佳人 (電影)
《卿本佳人》（英語：Pretty Woman）是一部1991年香港性愛喜劇電影，由楊志堅編寫和執導。

## 概述
这是叶玉卿连续主演的第二部作品（《情不自禁》、《卿本佳人》和《我为卿狂》三部情色片），她也成为香港第一个暴露三点的影视女演员。拍《卿本佳人》第二部时，叶玉卿已获得了200万港币片酬，也成为当时香港电影界身价最高的女明星；该片也创下3000万票房的成绩。

## 演員表
- 葉玉卿 飾 羅豔卿 / 雯雯
- 方中信 飾 林嘉星（粵語配音：張炳強）
- 湯鎮業 飾 佐治（粵語配音：黃志成）
- 曹查理 飾 曹經理
- 邱月清 飾 吳超
- 李月仙 飾 May
- 孫國明 飾 吳超（粵語配音：黃子敬）
- 曾小燕
- 午馬 飾 董事長（粵語配音：金剛）
- 姜皓文 飾 松哥（粵語配音：黃志明）
- 李顯明
- 凌腓力
- 吳綺珊
- 袁國華
- 陳少龍
- 伍國健
- 蔡國強
- 何子滿
- 雷小明
- 計祥龍
- 陳紹華
- 葉永健
- 孔祥德

## 職員表
- 導演：楊志堅
- 出品人·監製：劉志榮
- 策劃：林國華，李源輝
- 編劇：楊志堅，鍾偉雄
- 製片經理：譚德成
- 攝影：何明
- 執行製片：王小慧
- 美術指導：高佩宜
- 統籌：李源輝，羅兆榮
- 動作指導：陳小龍
- 嗚謝：香港皇家警察公共關係科，翡翠機構，翡翠城夜總會，OTARD XO，TATAKIO MAN，O·J FASHION WHOLESALE CO.，富麗華晚裝公司，THE LEAGUE SALON，名尚眼鏡公司
- 助理製片：蕭秀鎭
- 燈光：張志强
- 副導演：鍾偉雄
- 副導：葉明，朱澤生
- 助理攝影：李永祥
- 化粧：李國慈
- 道具：林達宜
- 塲務：劉旭華
- 服装：高惠明
- 剪接：梁永燦
- 對白：玲芝
- 效果：鄺偉雄
- 音樂：成錦榮
- Music Library: SONOTON, PRIMROSE, MUSIC HOUSE, MATCH
- 錄音：新藝錄音室有限公司
- 字幕：羅文
- 沖印：綜合電影沖印有限公司
- 出品：港龍影藝傳播公司